# 萨玛扎寺
萨玛扎寺，又称“桑央寺”，位于西藏自治区拉萨市曲水县才纳乡协荣村，是一座藏传佛教尼姑寺院。

## 简介
萨玛扎寺依山而建，建筑分散在半山腰峭壁间的平坦之处，整座寺院气势磅礴。萨玛扎寺所在的村原为俊巴村，是西藏自治区唯一一个世代打渔为生的渔村，环境十分优美，被誉为“雪域桃园”。
2012年，该寺的17名尼姑被评为西藏自治区爱国守法先进僧尼。